# Southern Comfort (2001)
Southern Comfort és un documental del 2001 sobre l'últim any de la vida de Robert Eads, un home transgènere. Eads, diagnosticat amb càncer d'ovari, va ser rebutjat per al tractament per una dotzena de metges per por que tractar un pacient així perjudiqués la seva reputació. Quan Eads va rebre tractament, el càncer estava massa avançat per salvar-li la vida.